# 나례
나례(儺禮)는 귀신을 쫓아내는 종교 의례 중 하나이다. 그런데 귀신을 쫓을 때에 주력(呪力)을 사용하지 않고 순수히 기원으로써 쫓는 방법과 조력을 사용하여 귀신을 쫓는 방법이 있다. 나례는 후자의 방법을 쓰는 구나행사(驅儺行事)인데 고려 정종 이후에 이룩된 듯하다.
관상감(觀象監)의 주재하에 행해진 궁중의 나례를 보면 다음과 같다. 제석(除夕) 전날 밤에 창덕궁과 창경궁궐 뜰에서 나례가 벌어졌다. 그 제도를 보면 악공(樂工) 한 사람이 창사(唱師)가 되어 붉은 옷을 입고 탈(假面)을 쓴다. 또 탈을 쓴 방상씨(方相氏) 4명이 황금빛 나는 네 눈을 뜬 채 곰가죽을 뒤집어 쓰고 창을 들고 목탁을 두드리며 서로 치고 받고 한다. 지휘자 5명이 역시 붉은 옷에 탈을 쓰고 그림을 그린 벙거지를 쓰고 있다. 또 판관(判官) 5명은 녹색 옷에 탈을 쓰고 역시 벙거지를 쓰고 있다. 조왕신(부엌신) 4명은 청색 도포를 입고, 복두를 쓰고, 목홀(木笏)을 지니고 탈을 쓴다. 소기(小妓) 여럿이 여자 적삼에 탈을 쓰고 치마 저고리는 홍록색(紅綠色)이며 긴 간당(竿幢)을 들고 있다. 또 12신은 각각 귀신탈을 쓰고 있는데 자신(子神)은 쥐 모양을 하고, 축신(丑神)은 소 모양의 탈을 쓰고 있다. 악공들 20여 명이 복숭아가지로 만든 비를 들고 뒤를 따른다. 아이들 수십 명이 뽑혀서 붉은 옷을 입고 붉은 수건과 탈을 쓰고 진자가 된다. 진자는 12∼16세의 소년이었다. 창자(唱子)가, "갑작(甲作：神名)은 흉한 놈을 꺾고 필위(神名)는 호랑이를 먹고… 만일 네가 급히 가지 않아 늦으면 이들의 양식으로 만들리라. 빨리빨리 법대로 시행하렷다"고 고함을 치면 진자는 "물러가겠노라"고 머리를 조아리고 복죄한다. 이때 모든 사람이 북과 제금을 울리면서 창하면 귀신들은 드디어 쫓긴다.
이 의례는 사신(邪神)을 쫓는 목적 외에도 칙사(勅使)의 위안으로 수시로 베풀어졌다. 이런 때에는 광대들의 창(唱)이 동원되었다. 나례에 있어서 처용무(處容舞)는 대대적으로 악공(樂工)과 기녀(妓女)에 의해서 이루어지고, 곡예·희학지사(戱謔之事)는 재인(才人)들에 의해서 이루어졌다. 이것들은 잡희·백희·나희 등으로 불리었다. 나례 출연자의 명칭에는 나례청에 소속된 우인(優人)·배우·광대·창우(倡優)·수척(水尺)·중(僧)·재인(才人)·현수(絃首)재인·백정·희자(戱子) 등이 있었는데 사회적으로 천시당했다. 나례의 상연 장소는 주로 야외였고, 궁중에서는 사정전(思政殿)·명정전(明政殿)·인정전(仁政殿) 등이었다.
오늘날 나례는 오락적 놀이로서 남아 있을 뿐이다.

## 같이 보기
- 중국의 민간신앙
- 나희
- 도교